# Малезија на Светском првенству у атлетици на отвореном 2019.
Малезија је учествовала  на 17. Светском првенству у атлетици на отвореном 2019. одржаном у Дохи од 27. септембра до 6. октобра седамнаести пут, односно учествовала је на свим првенствима до данас. Репрезентацију Малезије представљао је један такмичар који се такмичио у скоку увис., 
На овом првенству такмичар Малезије није освојио ниједну медаљу. У табели успешности према броју и пласману такмичара који су учествовали у финалним такмичењима (првих 8 такмичара) Малезија је са 1 учесником у финалу делила 66. место са 1 бодом. 
| Плас. | Земља    | 1. место | 2. мес. | 3. мес. | 4. мес. | 5. мес. | 6. мес. | 7. мес. | 8. мес. | Бр. финал. | Бод. |
| ----- | -------- | -------- | ------- | ------- | ------- | ------- | ------- | ------- | ------- | ---------- | ---- |
| =66.  | Малезија | 0        | 0       | 0       | 0       | 0       | 0       | 0       | 1       | 1          | 1    |

## Учесници
Мушкарци :
- Hup Wei Lee — Скок увис

## Резултати

### Мушкарци
| Атлетичар   | Дисциплина | Лични рекорд | Квалификације | Квалификације | Финале   | Финале      | Детаљи |
| Атлетичар   | Дисциплина | Лични рекорд | Резултат      | Место         | Резултат | Место       | Детаљи |
| ----------- | ---------- | ------------ | ------------- | ------------- | -------- | ----------- | ------ |
| Hup Wei Lee | Скок увис  | 2,28         | 2,29 кв, ЛР   | 5. у гр. Б    | 2,27     | 8 / 30 (31) |        |